# Xenotropic murine leukemia virus-related virus
Xenotropic murine leukemia virus-related virus (XMRV) is een retrovirus dat in verband werd gebracht met een agressieve vorm van prostaatkanker en het chronischevermoeidheidssyndroom (CVS). Na onderzoek werd duidelijk dat er geen oorzakelijke relatie tussen XMRV en deze twee ziekten is.
In oktober 2009 werd voor het eerst een verband gesuggereerd tussen XMRV en het chronischevermoeidheidssyndroom.
Uiteindelijk bleek dat XMRV zeer waarschijnlijk nooit mensen geïnfecteerd heeft, maar dat het een laboratoriumbesmetting betrof doordat sommige cellijnen tijdelijk in muizen waren opgekweekt. De vervuiling van deze cellijnen in een laboratorium zou ergens tussen 1993 en 1996 hebben plaatsgevonden.
Eind 2011 werd het duidelijk dat eerder onderzoek, gepubliceerd in Science, niet correct was uitgevoerd en dat data mogelijk waren vervalst. Science was genoodzaakt dit eerder gepubliceerd onderzoek terug te trekken.
Ook werd een verband tussen XMRV en prostaatkanker gesuggereerd. Twee Amerikaanse studies vonden een verband tussen XMRV en prostaatkanker, terwijl twee Europese studies geen verband konden ontdekken.
Retrovirussen zijn virussen die hun erfelijk materiaal opslaan in de vorm van RNA. De naam van het virus, xenotropic murine leukemia virus-related virus, geeft aan dat het virus verwant is aan virussen die bij ratten en muizen leukemie veroorzaken. Het XMRV is een gammaretrovirus, in tegenstelling tot hiv dat een lentiretrovirus is. Pas in 2006 werd XMRV voor het eerst geïdentificeerd in tumorweefsel van prostaatkankerpatiënten.

## XMRV en chronischevermoeidheidssyndroom
Onderzoek toonde het virus nu ook aan in de witte bloedcellen van 2/3 van de onderzochte CVS-patiënten maar slechts in 4% van de controlegroep. De onderzoekers maakten wel direct duidelijk dat een dergelijk verband niet hoeft te betekenen dat XMRV de oorzaak is van CVS. Een andere mogelijkheid is dat patiënten met CVS door onderliggende gezondheidsproblemen vatbaarder zijn voor infectie met het virus. Het virus zou dan veeleer een gevolg zijn in plaats van een oorzaak.
Nieuw onderzoek uit het Verenigd Koninkrijk dat in januari 2010 gepubliceerd werd, slaagde er niet in de gevonden correlaties te bevestigen. De Britse onderzoekers speculeren dat dit mogelijk komt doordat XMRV-infecties in verschillende mate voorkomen in de Noord-Amerikaanse en Europese populaties. Ook Nederlands onderzoek gedaan onder leiding van Frank J M van Kuppeveld in het Universitair Medisch Centrum St. Radboud onder een bevestigde groep van 32 CVS-patiënten uit begin jaren 90 vond geen verband tussen CVS en XMRV. In de Nederlandse groep bleek geen van de bloedmonsters van de 32 CVS-patiënten besmet met XMRV. Ook in de controlegroep van 43 diepgevroren samples van mensen die geen CVS hebben bleek geen enkele XMRV-infectie voor te komen.